# 片桐雛太
片桐 雛太（かたぎり ひなた）は、日本のゲーム原画家およびイラストレーター。女性。アダルトゲームブランドBaseSonに所属し、繊細さと華やかさを兼ね備えた作風が人気を得ていた。
2020年11月20日に株式会社ネクストンを退職を発表した。

## 経歴
幼稚園の頃から絵を描いており、小学生の頃は『きんぎょ注意報!』といった少女漫画を真似ていた。中学生になってからは美術部に入り同人活動を始め、即売会へは高校生になってから参加した。しかし、イラストレーターを目指していたものの、自分はなれないと考えていた。大学卒業後はフリーターとして過ごし夢をあきらめるために『ONE2 〜永遠の約束〜』の原画家オーディションを受け入選。同作品で原画家デビュー。

## 担当作品

### ゲーム原画
- ONE2 〜永遠の約束〜
- 先生だーいすき
- ONE2 〜永遠の約束〜 with VOICE
- 屍姫と羊と嗤う月
- 夕緋ノ向コウ側
- 春恋*乙女 〜乙女の園でごきげんよう。〜
- 恋姫†無双 〜ドキッ☆乙女だらけの三国志演義〜
- 真・恋姫†無双 〜乙女繚乱☆三国志演義〜
- 真・恋姫†無双 〜萌将伝〜
- 新婚さん 〜Sweet Sweet honeymoon〜
- あっぱれ!天下御免
- あっぱれ!天下御免 [祭]
- 戦国†恋姫〜乙女絢爛☆戦国絵巻〜
- 戦国†恋姫Ｘ 〜乙女絢爛☆戦国絵巻〜
- 真・恋姫†英雄譚 〜乙女艶乱☆三国志演義〜
- 真・恋姫†夢想-革命- 蒼天の覇王
- 真・恋姫†夢想-革命- 孫呉の血脈
- ガールズ・ブック・メイカー -幸せのリブレット-[6]
- 巣作りカリンちゃん -星詠みの神託-
- 戦国†恋姫EX壱〜奥州の独眼竜編〜
- 戦国†恋姫EX弐〜鬼の国、越前編〜
- 戦国†恋姫EX参～毛利家の絆編～[7]
- 真・恋姫†英雄譚外伝 -白月の灯火-[8]
- エッチングアプリ ～出会い系アプリで訳アリ女性とラブラブSEX～

### イラスト
- 恋姫†無双〜ドキッ★乙女だらけの三国志演義〜ビジュアル・ガイドブック 表紙
- 真・恋姫†無双〜萌将伝〜 ビジュアルファンブック 表紙
- マジキュー4コマ 真・恋姫†無双 〜萌将伝〜 1巻、5巻 表紙
- 真・恋姫・無双~萌将伝~コミックアンソロジー 1巻 表紙
- 女神マスターズ powered by アクエリアンエイジ
- 真・ラジオ恋姫†無双 Vol.1〜4 再編集版 ジャケットイラスト
- 僕は友達が少ないNEXT 第11話 エンドカードイラスト
- TECH GIAN『あっぱれ！天下御免』ビジュアルファンブック イラスト[9]
- Game-Style 10th Anniversary Illust Book イラスト[10]
- 風に舞う鎧姫（著者：小山タケル、MF文庫J）挿絵[11]
- 『真・恋姫†無双〜萌将伝〜』サウンドトラック ジャケットイラスト[11]
- 魔弾の王と戦姫（著者：川口士、MF文庫J）第9巻以降
- やがて僕は大軍師と呼ばれるらしい（著者：芝村裕吏、MF文庫J）

### 画集
- 片桐雛太画集 絢爛雛絵蒔 ISBN 978-4863791398、一迅社
- 銀宵回廊 片桐雛太画集 ISBN 978-4048659741、KADOKAWA/アスキー・メディアワークス

### その他
- 真・恋姫†無双 デスクトップマスコット〜いつでもいっしょ♪〜
- イラストコラム（コンプティーク 2009年4月号〜2010年3月号）

### 雑誌
- 電撃萌王編集部 (2013), “THE ART of 片桐雛太”, 電撃萌王 (KADOKAWA) (2013年12月号):  23 - 37, 雑誌コード 04340-12、定期刊行物コード 49100434401237-00933